# 蓋奧爾蓋多亞鄉 (雅洛米察縣)
44°37′0″N 27°11′7″E / 44.61667°N 27.18528°E
蓋奧爾蓋多亞鄉（羅馬尼亞語：Gheorghe Doja, Ialomița），是羅馬尼亞的鄉份，位於該國南部，由雅洛米察縣負責管轄，處於布加勒斯特以東90公里，每年平均降雨量886毫米，海拔高度36米，2007年人口2,805。